# 赤城神社 (飯能市芦苅場)
赤城神社（あかぎじんじゃ）は、埼玉県飯能市の神社。

## 歴史
創建年代は不明である。ただ1533年（天文2年）に社殿が再建されたとしていることから、その頃までには既に存在していたものと推測される。当社の北方には赤城山があり、参拝すれば本社の赤城神社と同様のご利益が得られるとされる。
当初の別当寺は、当社の裏手にあった「福泉寺」であった。福泉寺は修験道本山派の寺院であったが、廃寺になったため、同宗派の「長徳寺」（現在は廃寺）が引き継いだ。
1872年（明治5年）、近代社格制度に基づく「村社」に列せられ、1907年（明治40年）の神社合祀により周辺の2社が合祀された。
当社の氏子の間では、百足は赤城大明神の神使とされたため、「百足をいじめてはならない」という掟があった。

## 交通アクセス
- 路線バス西武ぶしニュータウン停留所より徒歩27分。